# Лоботка (деревня)
Лобо́тка, ранее также Слобо́дка (эст. Lobotka, на письме ранее также Lobodka и Slobotka) — деревня в волости Сетомаа уезда Вырумаа, Эстония. Исторически относится к нулку Полода.
До административной реформы местных самоуправлений Эстонии 2017 года входила в состав волости Вярска уезда Пылвамаа.

## География и описание
Расположена на берегу ручья Мустоя, впадающего в залив Вярска, в 37 километрах от уездного центра — города Выру. На другом берегу ручья расположен волостной центр — посёлок Вярска. Высота над уровнем моря — 45 метров.
Климат переходный от морского к континентальному. Официальный язык — эстонский. Почтовый индекс — 64012.

## Население
По данным переписи населения 2021 года, в Лоботка насчитывалось 49 жителей, из них 47 (97,9 %) — эстонцы.
По данным переписи населения 2011 года, в проживали 64 человека, все — эстонцы (сету в перечне национальностей выделены не были).
Численность населения деревни Лоботка по данным Департамента статистики:
| Год  | 2000 | 2011 | 2017 | 2018 | 2019 | 2020     | 2021 |
| ---- | ---- | ---- | ---- | ---- | ---- | -------- | ---- |
| Чел. | 62   | ↗ 64 | ↗ 77 | ↘ 70 | ↘ 64 | 64 (60*) | ↘ 49 |

* По данным Регистра народонаселения по состоянию на 1 мая 2020 года

## История
В письменных источниках 1563 года деревня упоминается как Слободка, 1585 года — Слоботка, 1652 года — Слободка, 1686 года — Слободское, 1886 года — Lobodka, Lóbotka, 1903 года — Slobotka, Slobodka, 1904 года — Lobodka, Слобо́дка.
На военно-топографических картах Российской империи (1846–1863 годы), в состав которой входила Лифляндская губерния, деревня обозначена как Слободка.
В середине XVIII века деревня принадлежала Печорскому монастырю и относилась к одноимённому уезду и региону. В XIX веке деревня входила в общину Вяйке-Рысна и относилась к приходу Вярска. С конца XVIII века Лоботка была волостным центром (1882 год — Слободская волость, 1903 год — Lobodka wald); в 1904 году центр был перенесён в церковную деревню Вярска, однако до 1922 года волость называлась Лоботской (эст. Lobotka vald).
До подписания 2 февраля 1920 года Тартуского мирного договора деревня входила в состав Слободской волости Псковского уезда Псковской губернии РСФСР.
В 1939 году с Лоботкой была объединена деревня Мяэ-Лоботка (Mäe-Lobotka, с эст. — Горная Лоботка), затем позже — деревни Вана-Лоботка (Vana-Lobotka, с эст. — Старая Лоботка) и Вяйке-Лоботка (Väike-Lobotka, с эст. — Малая Лоботка).
В деревне работала одна из старейших в регионе школ, которая была основана в конце 1890-х годов. Место её нахождения с несколькими сохранившимися камнями фундамента занесено в Регистр памятников культуры Эстонии.
В период 1977–1997 годов Лоботка была поделена между деревней Трески и посёлком Вярска.

## Инфраструктура и культурная жизнь
В деревне действует «Сельское общество Лоботки» (эст. Lobotka küla Selts), целью которого является оживление и развитие её жизни. Есть порт с плавучим причалом, на строительство которого в 2008-2010 годах было затрачено 8173 евро. В порту в тёплое время года работают небольшой гостевой дом и кафе «Lobotka pop-up Parve resto»,  проводятся различные культурные мероприятия, в числе которых «Фестиваль Чудского озера» (эст. Peipsi Järvefestival). 
В 2023 году рядом с портом был оборудован пляж. В 2024 году «Сельское общество Лоботки» начало работу по созданию фото- и видеоархива деревни. Осенью в деревне проводятся соревнования по рыбной ловле среди местных рыболовов-любителей. 
Традицией стали деревенские сходки, которые проводятся раз в 2—3 года и в ходе которых жители Лоботки сообща занимаются приведением в порядок территории деревни и её украшением. Вечером на сельской площади накрывается общий праздничный стол, жители делятся рассказами из жизни деревни, обсуждают актуальные темы, танцуют и веселятся. В первый раз такое мероприятие было проведено в деревне в 1999 году. 
24 сентября 2023 года в деревне было проведено соревнование «Игры деревень Сетомаа» (эст. Setomaa külade mängud), в котором приняли участие более 140 человек из 10 деревень волости. Всем командам были подарены саженцы елей для того, чтобы высадить их на видное место в каждой деревне.
7 августа 2021 года в Лоботке был проведён XXVIII Праздник Королевства Сету (День Сетуского королевства) — главное событие года в Сетумаа.

## Галерея
- Деревня Лоботка в 1911—1912 годах
- Ворота во двор хозяйства
- Церковь и кладбище
- Поминки на кладбище
- Сетусцы собрались на национальный праздник сету Кирмас[эст.]
- Праздник Кирмас
- В день праздника Кирмас
- Сету-невеста в окружении подружек

## Комментарии
1. ↑  Эстонские топонимы, оканчивающиеся на -а, не склоняются и не имеют женского рода (исключение — Нарва)[8].